# La Seine à Port-Marly, tas de sable
La Seine à Port-Marly, tas de sable est un tableau d'Alfred Sisley. Montré à l'exposition universelle de 1900, alors dans la collection du Dr. Georges Viau, il se trouve actuellement au 1er étage de l'Art Institute de Chicago aux États-Unis dans la section 201 (Impressionnistes) et a été acquis en 1933 par M. et Mme Martin A. Ryerson.

## Description
Dans cette œuvre, la Seine est représentée par Sisley comme une source de travail dans la région du Port-Marly, comme dans Pêcheurs étendant leurs filets et La Seine à Argenteuil, deux toiles peinte trois ans plus tôt mettant en scène des pêcheurs. Il représenta cependant le plus souvent la Seine comme lieu de loisirs, à l'instar des autres Impressionnistes. On peut penser qu'il s'agit de deux « pendants » de l'œuvre de Sisley visant à montrer le contraste entre les activités industrielles et ludiques liées au fleuve.
Au centre de cette toile, sont figurés des hommes sur des barques à fond plat draguant la Seine afin d'engendrer un chenal navigable pour l'important trafic de péniches du Havre à Paris, principal moyen de transport de marchandises à l'époque. Les tons ocre du sable contrastent avec le bleu turquoise de l'eau. Sisley représente l'usine à papier de Port-Marly, mais fait disparaître la cheminée, figurant la fumée de l'ouverture sur le pignon. Cette activité d'extraction du sable intéressa le peintre qui peignit cette scène sur les quais de Port-Marly dans plusieurs de ses toiles. On la retrouve dans Le Quai à sable, Port-Marly, 1875, coll. part., où l'usine figure avec sa cheminée.

## Provenance
- Le travail est détenu par le dentiste et collectionneur Georges Viau à Paris.
- 4 mars 1907 : mis en vente en vain par Durand-Ruel. Le travail est la propriété du commerçant d'art.
- Avril 1920 : la peinture est achetée par la galerie Bernheim-Jeune[4].
- La peinture est achetée par Martin A. Ryerson, Chicago.
- 1933: légué à l'Institut d'art.